# Блокінг-генератор

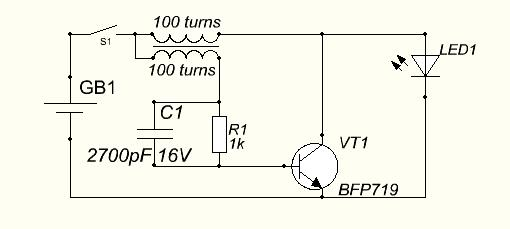
Крадій джоулів — використання блокінг-генератора для живлення світлодіода від батарейки напругою 1,5 В.

Бло́кінг-генера́тор — генератор сигналів з глибоким трансформаторним зворотним зв'язком, що формує короткочасні (зазвичай близько 1 мкс) електричні імпульси, що повторюються через порівняно великі інтервали часу. Застосовується у радіотехніці і в пристроях імпульсної техніки.
Блокінг-генератор має схему релаксаційного типу, яка містить підсилювальний елемент (наприклад, транзистор), що працює в ключовому режимі, і трансформатор, який здійснює позитивний зворотний зв'язок. Перевагами блокінг-генераторів є простота, можливість підключення навантаження через трансформатор (гальванічна розв'язка), здатність формувати потужні імпульси, близькі за формою до прямокутних.